# Oreste Gherardini
Pour les articles homonymes, voir Gherardini.
Oreste Gherardini (né en 1871 à Naples et mort en 1953 dans la même ville) est un acteur, réalisateur et scénariste italien.

## Biographie
Oreste Gherardini a été réalisateur et professeur au  Filodrommatica Fiamma et de l'École d'art cinématographique de Naples, ainsi que directeur de la société de production Volsca Films (it).

## Filmographie partielle

### Acteur
- 1909 : Spartacus (Spartaco)
- 1910 : Sacrifice de Marthe (Il sacrificio di Marta)
- 1913 : Mystère du passage secret (Il mistero di un passaggio segreto)
- 1913 : Liliana (Liliana: La mondana)
- 1913 : La Fille du détective (Figlia di detective)
- 1916 : Turbine rosso
- 1916 : Farfalla d'oro
- 1917 : Capricci d'amore

### Réalisateur
- 1909 : Saffo (Scene dell'Antica Grecia)
- 1909 : Spartacus (Spartaco)
- 1909 : Fedra (Dramma mitologico dell'Antica Grecia)
- 1909 : I provinciali
- 1910 : Sacrifice de Marthe (Il sacrificio di Marta)
- 1911 : Francine
- 1913 : Sacrifice (Sacrificio)
- 1913 : Mystère du passage secret (Il mistero di un passaggio segreto)
- 1913 : Liliana (Liliana: La mondana)
- 1913 : Capricci del destino
- 1913 : La Fille du détective (Figlia di detective)
- 1914 : La Médecine du curé (La medicina del curato)
- 1914 : Les Deux Consciences (Le due coscienze)
- 1914 : La Fin d'un rêve (La fine di un sogno)
- 1914 : L'idrofobo
- 1914 : Promozione per... meriti personali
- 1914 : Tempesta e sereno
- 1914 : La sentinella
- 1914 : Il domani della coscienza
- 1914 : Corrispondenza privata
- 1914 : Notturno in do minore
- 1914 : La medicina del parroco
- 1914 : L'Argo
- 1915 : 120 H.P.
- 1916 : L'eroina serba
- 1916 : Turbine rosso
- 1916 : Nerina
- 1916 : Anima trasmessa
- 1916 : Farfalla d'oro
- 1917 : Consul buonalana
- 1918 : Le ombre
- 1919 : Voce 'e notte

### Scénariste
- 1913 : Mystère du passage secret (Il mistero di un passaggio segreto)
- 1913 : Liliana (Liliana: La mondana)
- 1913 : La Fille du détective (Figlia di detective)